# Bampini
Bampini  este un oraș în Grecia în prefectura Aetolia-Acarnania.